# Karl-Egon Lönne
Karl-Egon Lönne (* 2. Mai 1933 in Wevelinghoven; † 20. August 2006) war ein deutscher Historiker.
Karl-Egon Lönne studierte ab 1955 Geschichte, Germanistik und Latein an den Universitäten Marburg, Köln, München und Neapel. Er wurde 1967 in München mit einer Arbeit über Benedetto Croce bei Franz Schnabel promoviert. Nach Stationen an der Universität des Saarlandes und als Habilitationsstipendiat am Deutschen Historischen Institut in Rom wechselte er 1970 an die Universität Düsseldorf, wo er ab 1982 C2-Professor für Neuere Geschichte an der Heinrich-Heine-Universität Düsseldorf war.
Zu seinen Hauptforschungsinteressen gehörte die italienische Geschichte und insbesondere der italienische Faschismus und im Besonderen der italienische Historiker und Philosoph Benedetto Croce. Über Croce veröffentlichte im Jahr 2002 eine Darstellung. Von erheblicher Bedeutung war Lönne aber auch für die Erforschung der sozialen und politischen Geschichte des deutschen Katholizismus und des katholischen Milieus im 19. und 20. Jahrhundert.

## Schriften (Auswahl)
- (Hrsg.) Historismus in den Kulturwissenschaften. Vom 6.–8. November 1995 in Düsseldorf. Francke, Basel/Tübingen 2003.
- Benedetto Croce. Vermittler zwischen deutschem und italienischem Geistesleben. Francke, Tübingen u. a. 2002, ISBN 3-7720-3332-6.
- Politischer Katholizismus im 19. und 20. Jahrhundert. Suhrkamp, Frankfurt am Main 1986, 2. Auflage 1995.
- Benedetto Croce als Kritiker seiner Zeit (= Bibliothek des Deutschen Historischen Instituts in Rom. Band 28). Niemeyer, Tübingen 1967 (zugleich: München, Universität, Dissertation, 1967).